# سفران کومبر
سَفران مارنی کومبر (انگلیسی: Saffron Marni Coomber؛ زادهٔ ۱۵ نوامبر ۱۹۹۴) بازیگر انگلیسی است که بیشتر برای نقش سافایر فاکس در مجموعه بازگشت تریسی بیکر در سال‌های ۲۰۱۰ تا ۲۰۱۲ شناخته می‌شود. او همچنین نقش الکسا اسمیت را در مجموعه ایست‌اندرز بین سال‌های ۲۰۱۲ تا ۲۰۱۳ ایفا کرد. در سال ۲۰۲۳، کومبر در درام شبکهٔ آی‌تی‌وی به نام سه پرندهٔ کوچک به ایفای نقش کرد.

## اوایل زندگی
کومبر در ۱۵ نوامبر ۱۹۹۴ در گرینیچ، لندن به دنیا آمد. پدرش انگلیسی و مادرش اصالتی جامائیکایی دارد. او در مدرسهٔ بلک‌هیث و آکادمی هنرهای نمایشی تئاتر استریت تحصیل کرد. یک خواهر به نام ساسکیا دارد که او نیز بازیگر است. کومبر همچنین در آکادمی سلطنتی هنرهای دراماتیک آموزش دیده است.